# Juania australis
Juania, llamada comúnmente en Chile chonta (que significa 'palma' en lengua quechua, aunque se aplica también a otras palmeras en diferentes lugares de Sudamérica: a dos especies de Bactris; a dos especies de Astrocaryum; y a una especie de Wettinia), es un género monotípico con una única especie:  Juania australis, perteneciente a la familia de las palmeras (Arecaceae).

## Descripción
Es una palmera dioica de tronco único, cilíndrico de unos 25 a 30 cm de diámetro, y que puede alcanzar de 10 a 15 metros de altura y de crecimiento rápido. La corteza es de color verde claro brillante, lisa y dura, levemente tomentosa, con cicatrices foliares oblicuas de color café que forman anillos de unos 20 cm en la base, decreciendo según se asciende. Las hojas, en número de 14-20, son pinnadas, de 100 a 130 cm de largo por 50 a 70 cm de ancho. 
Tienen unos 80 foliolos de unos 2 cm de ancho y no más de 40 cm de largo con nervio central muy marcado y acaban en punta bífida. Son de color verde y presentan pequeñas escamas de color pardo por el envés. Las inflorescencias son interfoliares, racimosas y péndulas de un metro de largo. Están envueltas en tres espatas, verdes, coriáceas, flexibles y cubiertas con cantidad de escamas de color café en su cara abaxial. Las flores de ambos sexos son blancas. Las infrutescencias forman racimos grandes y vistosos. Son inicialmente verdes y se vuelven anaranjados rojizos cuando maduran. El fruto es redondo y liso de 1,6 a 1,8 cm de diámetro y contiene una sola semilla elipsoidal surcada por pequeñas bandas bifurcadas ascendentes y con endospermo homogéneo.

## Cultivo
Es muy poco frecuente en cultivo y sólo un árbol maduro crece fuera de su hábitat natural. 
Ya que está prohibido sacar semillas de fuera de las islas de Juan Fernández, las semillas son prácticamente imposibles de conseguir. También son muy difíciles de cultivar por sus requisitos de noches frescas en verano con temperaturas por debajo de 25 °C. Son tolerantes al frío y soportan hasta alrededor de -5 °C. Puede crecer aparentemente con éxito durante años y luego mueren sin razón aparente; por ejemplo, unas pocas han crecido con éxito en San Francisco, pero dos de ellas murieron durante un verano con temperaturas muy cálidas. Hay un espécimen sano de 4 metros de altura en Dublín, Irlanda, y también otro que crece en un jardín privado en Co Kerry, Irlanda, donde el clima parece adaptarse a esta palmera. Existe un número muy limitado de estas palmeras en estado adulto en Chile continental, siendo posible encontrar palmeras más jóvenes en la región de Valparaíso y Viña del Mar y en algunas casas con áreas verdes en el centro del país.

## Distribución y hábitat
Esta especie de la flora de Chile es originario del archipiélago Juan Fernández en la isla Robinson Crusoe, a unos 650 km al oeste de las costas de Chile.  Esta palmera crece en las cuestas empinadas y crestas en la selva tropical de tierras bajas entre 190 y 900 m s. n. m. Está considerada en peligro de extinción por pérdida de hábitat.

## Taxonomía
Juania australis fue descrito por primera vez por Carl Friedrich Philipp von Martius como Ceroxylon australe en 1849 y luego transferido al género Juania por Carl Georg Oscar Drude en Joseph Dalton Hooker y publicado en Rep. Kew Gard., App. 57 en 1884.
Etimología
Juania: nombre genérico que se refiere a la isla Juan Fernández, lugar de donde es originaria.
australis: epíteto del latín que significa "del sur".
Sinonimia
- Ceroxylon australe Mart., 1849
- Morenia chonta Phil., 1856
- Nunnezharia chonta (Phil.) Kuntze, 1891[5]